# Trupanea sarangana
Trupanea sarangana är en tvåvingeart som först beskrevs av Charles Howard Curran 1931.  Trupanea sarangana ingår i släktet Trupanea och familjen borrflugor. Inga underarter finns listade i Catalogue of Life.